# Nicholas Metropolis
Nicholas Constantine Metropolis (em grego:  Νικόλαος Μητρόπουλος; Chicago, 11 de junho de 1915 – Los Alamos, Novo México, 17 de outubro de 1999) foi um físico estadunidense.

## Trabalho
Metropolis recebeu seu bacharelado (1937) e doutorado (1941) em física pela Universidade de Chicago. Pouco depois, Robert Oppenheimer recrutou-o de Chicago, onde na época colaborava com Enrico Fermi e Edward Teller nos primeiros reatores nucleares, para o Laboratório Nacional de Los Alamos. Ele chegou a Los Alamos em abril de 1943, como membro da equipe original de cinquenta cientistas.

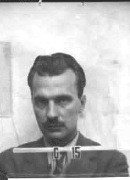
Foto do emblema do Laboratório Nacional de Los Alamos durante a guerra.

## Após a Segunda Guerra Mundial
Após a Segunda Guerra Mundial, ele voltou para o corpo docente da Universidade de Chicago como professor assistente. Ele voltou a Los Alamos em 1948 para liderar o grupo na Divisão Teórica que projetou e construiu o computador MANIAC I em 1952, que foi modelado na máquina IAS, e o MANIAC II em 1957. Ele escolheu o nome MANIAC na esperança de parar a erupção de tais acrônimos para nomes de máquinas, mas pode ter, em vez disso, apenas estimulado ainda mais esse uso; John von Neumann achou que este acrônimo era muito frívolo. De 1957 a 1965, ele foi Professor de Física da Universidade de Chicago e foi o Diretor fundador do Instituto de Pesquisa em Computação. Em 1965, ele retornou a Los Alamos, onde foi nomeado pesquisador sênior de laboratório em 1980.

## Método de Monte Carlo
Em Los Alamos, na década de 1950, um grupo de pesquisadores liderados por Metropolis, incluindo John von Neumann e Stanislaw Ulam, desenvolveu o Método de Monte Carlo. De um modo geral, o método de Monte Carlo é uma abordagem estatística para resolver problemas que desafiam soluções puramente analíticas, como problemas determinísticos de muitos corpos. Em 1953, Metropolis foi coautor do primeiro artigo sobre uma técnica central para o método agora conhecido como recozimento simulado. Este artigo de referência mostrou as primeiras simulações numéricas de um líquido. O algoritmo para gerar amostras da distribuição de Boltzmann foi posteriormente generalizado por WK Hastings para se tornar o algoritmo Metropolis-Hastings. Ele é creditado como parte da equipe que criou o nome Método de Monte Carlo em referência ao amor do parente de Ulam pelos cassinos de Monte Carlo. Os métodos de Monte Carlo são uma classe de algoritmos computacionais que dependem de amostragem aleatória repetida para calcular seus resultados. Em aplicações de mecânica estatística antes da introdução do algoritmo Metropolis, o método consistia em gerar um grande número de configurações aleatórias do sistema, computar as propriedades de interesse (como energia ou densidade) para cada configuração e, em seguida, produzir uma média ponderada onde o peso de cada configuração é seu fator de Boltzmann, {\displaystyle e^{-E/kT}}, Onde {\displaystyle E} é a energia, {\displaystyle T} é a temperatura, e {\displaystyle k} é a constante de Boltzmann. A principal contribuição do artigo Metropolis foi a ideia de que
Em vez de escolher as configurações aleatoriamente e, em seguida, ponderá-las com exp (- E / kT ), escolhemos configurações com uma probabilidade exp (- E / kT ) e as ponderamos uniformemente.

-  Metropolis et al.